# IC 1011
IC 1011 es una galaxia descrita como de clase elíptica compacta con una magnitud aparente de 14,7, y con un corrimiento al rojo de z = 0,02564  o 0.025703 (NASA), resultando que se halla a una distancia de entre 100 y 120 Megaparsecs, en la constelación de Virgo. Su luz ha tardado 349.5 millones de años en viajar a la Tierra. Su edad se calcula en aproximadamente 12 950 millones años. La designación "IC" proviene del Catálogo Índice (IC en inglés).